# Nyctimystes disruptus
Espèce
Synonymes
- Nyctimystes disrupta Tyler, 1963
- Litoria disrupta (Tyler, 1963)
- Nyctimystes oktediensis Richards & Johnston, 1993
- Litoria oktediensis (Richards & Johnston, 1993)

Statut de conservation UICN

 LC  : Préoccupation mineure
Nyctimystes disruptus est une espèce d'amphibiens de la famille des Pelodryadidae.

## Répartition
Cette espèce est endémique de Papouasie-Nouvelle-Guinée. Elle se rencontre entre 1 500 et 2 000 m d'altitude dans les monts Schrader, Kubor, Star et Kratke.

## Description
La femelle holotype mesure 70 mm et le mâle paratype 46 mm.

## Systématique et taxinomie
L'espèce Nyctimystes oktediensis a été placée en synonymie avec Nyctimystes disruptus par Menzies en 2014.

## Publication originale
- Tyler, 1963 : An account of collections of frogs from Central New Guinea. Records of the Australian Museum, vol. 26, no 3, p. 113-130 (texte intégral).